# マルチーニョ・ンダファ・カビ
マルチーニョ・ンダファ・カビ（Martinho Ndafa Kabi, 1957年9月17日 - )はギニアビサウの政治家。2007年4月13日から2008年8月5日まで、同国首相を務めた。
オイオ州ニャクラ生まれ。ギニア・カーボベルデ独立アフリカ党の党員。